# Gymnoscelis idiograpta
Gymnoscelis idiograpta là một loài bướm đêm trong họ Geometridae.